# Lajos Tichy
Lajos Tichy (* 21. März 1935 in Budapest; † 6. Januar 1999 ebenda) war ein ungarischer Fußballspieler und -trainer. Tichy nahm mit der Nationalmannschaft seines Heimatlandes an den Weltmeisterschaften von 1958, 1962 und 1966 teil. Insgesamt bestritt er 72 Länderspiele für Ungarn, in denen er 51 Tore erzielte.

## Vereinskarriere
Lajos Tichy, der in Budapest, der Hauptstadt Ungarns geboren wurde, begann seine Profikarriere bei Honvéd Budapest. 1953 wurde er in den Kader der ersten Mannschaft aufgenommen. Honvéd zählte damals zu den besten Mannschaften Europas. Im Tor stand der 86-fache ungarische Nationalspieler Gyula Grosics, in der Abwehr kam man am späteren Schalke-Trainer Gyula Lóránt schlecht vorbei, im Mittelfeld glänzte József Bozsik und im Sturm sorgten „Major“ Ferenc Puskás, „Kopfballungeheuer“ Sándor Kocsis und Zoltán Czibor für Tore. Tichy gewann mit Honvéd die ungarische Meisterschaft 1949/50, 1950, 1952, 1954 und 1955. Doch ein Jahr später war die erfolgreiche Zeit von Honvéd auf einen Schlag zu Ende. Die besten Spieler dieser Mannschaft, allen voran Puskás und Kocsis blieben im Zuge des ungarischen Volksaufstandes und dessen Niederschlagung bei einem Auswärtsspiel in Bilbao im Westen. Der plötzliche Abgang der Stars bedeutete starke finanzielle Probleme für Honvéd.
Man nahm nur noch an Turnieren in Übersee teil, um sich finanziell über Wasser zu halten und schlug ein Angebot des mexikanischen Fußballverbandes aus, der Honvéd anbot, einen Startplatz in der dortigen Liga zu erhalten, mit politischem Asyl verbunden, da die Verhältnisse im Ungarn der damaligen Zeit sehr schwierig waren. 1957 entging man dem Abstieg nur knapp. Der erste Erfolg nach dem Volksaufstand war der Gewinn des Mitropapokals im Jahr 1959. Fünf Jahre später gelang dann noch der Gewinn des ungarischen Pokals. Es sollte 16 Jahre dauern, bis Honvéd wieder einen Titel gewinnen wird. Lajos Tichy beendete seine Karriere 1971 nach 320 Spielen (244 Tore) für Honvéd, ohne jemals den Verein gewechselt zu haben.

## Karriere in der Nationalmannschaft
Lajos Tichy absolvierte zwischen 1955 und 1971 in 16 Jahren 72 Spiele für Ungarn, in denen er 51 Tore erzielte. Der größte Erfolg seiner Länderspielkarriere war der dritte Platz bei der Europameisterschaft 1964, bei der Spanien vor der Sowjetunion gewann.

### Weltmeisterschaft 1958
Nach dem sensationell verlorenen Endspiel bei der Weltmeisterschaft 1954 gegen Deutschland, das bei den Deutschen noch heute als Wunder von Bern bezeichnet wird, brach die Goldene Elf der Ungarn auseinander. Es erfolgte eine Wachablösung, spätestens nach der durch den Volksaufstand bedingten Flucht einiger Stars im Jahr 1956 wurde versucht, eine Mischung aus den übrig gebliebenen Spielern des Wunderteams um József Bozsik, Gyula Grosics und Nándor Hidegkuti sowie neuen jungen Talenten wie Flórián Albert, Ferenc Bene oder Lajos Tichy in die Erfolgsspur zurückzufinden. In der Qualifikation für die Fußball-Weltmeisterschaft 1958 setzten sich die Magyaren souverän gegen Bulgarien und Norwegen durch, jedoch war in Schweden bereits in der Vorrunde nach einem 1:1 gegen Wales, einem 1:2 gegen den Gastgeber, einem 4:0 gegen Mexiko und einem 1:2 im Entscheidungsspiel um Platz 2 gegen Wales Schluss. Lajos Tichy erzielte in den vier WM-Spielen 1958 vier Tore (das 1:2 bei der Niederlage gegen Schweden, das 1:0 und das 2:0 beim 4:0-Sieg gegen Mexiko und die 1:0-Führung beim 1:2 im Entscheidungsspiel gegen Wales).

### Weltmeisterschaft 1962

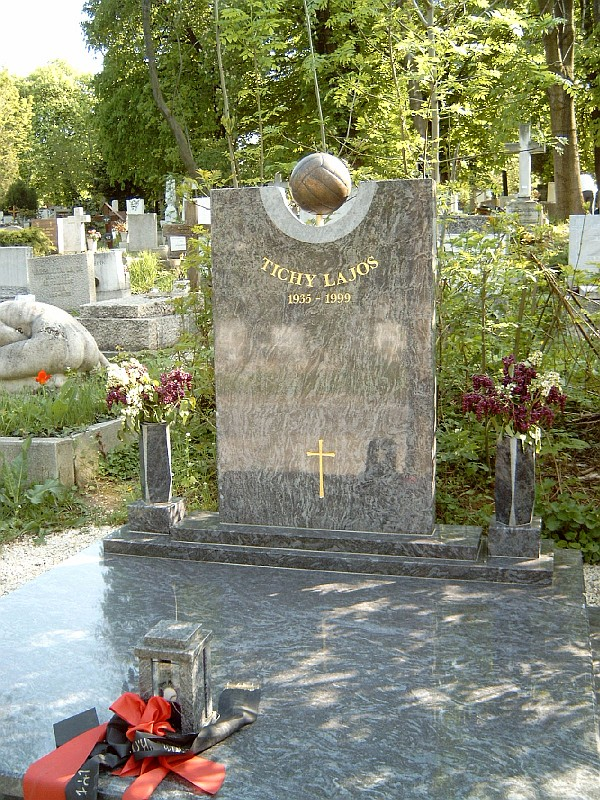
Grabstein von Lajos Tichy in Budapest

Vier Jahre nachdem in Schweden bereits in der Vorrunde Schluss war, konnten sich die Ungarn erneut souverän für die anstehende Fußball-Weltmeisterschaft qualifizieren. Gegen die Niederlande, damals im Fußball keine Größe, und die Deutsche Demokratische Republik konnten sich die Magyaren mit 7:1 Punkten sicher durchsetzen. In Chile sah man dann eine ungarische Elf, die an große vergangene Tage erinnerte. Gleich im ersten Spiel setzten die Mannen um den einzigen noch verbliebenen Spieler aus dem Finale von Bern, Gyula Grosics, mit einem 2:1 gegen Fußball-Mutterland England gleich ein Ausrufezeichen. Die Krönung erfolgte jedoch erst im zweiten Spiel: WM-Neuling Bulgarien wurde mit 6:1 aus dem Estadio El Teniente von Rancagua gefegt. Im letzten Gruppenspiel kam man gegen Argentinien nicht über ein torloses Remis hinaus, sodass im Viertelfinale die Tschechoslowakei, der spätere Finalist wartete. Hier wurde die Überraschungsmannschaft des Turniers von den Tschechen entzaubert und musste nach dem 0:1 die Heimreise antreten. Lajos Tichy gelangen bei dieser Weltmeisterschaft erneut drei Tore (das 1:0 beim 2:1 gegen England und das 3:0 und 6:1 beim 6:1 gegen Bulgarien).

### Weltmeisterschaft 1966
Für die Fußball-Weltmeisterschaft 1966 in England konnten sich die Magyaren wiederum ohne Probleme qualifizieren. Nach nur einen Unentschieden gegen die DDR und Siegen gegen Österreich und im zweiten Spiel auch die Deutsche Demokratische Republik war Ungarn in England dabei. Dort sorgten sie in der Gruppenphase für eine waschechte Sensation. Zusammen mit dem Gruppenersten Portugal erreichten sie das Viertelfinale, Titelverteidiger Brasilien musste die Heimreise antreten. Nur gegen die Portugiesen mussten die Ungarn eine 1:3-Niederlage hinnehmen, gegen Brasilien und Bulgarien (je 3:1) wurde gewonnen. Im Viertelfinale war jedoch dann Schluss, die Sowjets erwiesen sich als zu stark. Lajos Tichy gelang bei diesem WM-Turnier kein Treffer, für die Tore war diesmal vor allem Ferenc Bene zuständig, der in jedem der vier WM-Spiele ein Mal traf. Mit dem Aus im Viertelfinale von Sunderland endete auch die WM-Geschichte von Lajos Tichy.

## Nach der aktiven Karriere
Nach Ende seiner aktiven Karriere im Jahre 1971 verschwand Lajos Tichy erst einmal fünf Jahre von der großen Fußballbühne, ehe er 1976 zu seinem alten Verein zurückkehrte. Als Trainer versuchte er, mit Honvéd an alte erfolgreiche Tage anzuknüpfen. 1980 erlangte er den ersten Titel für Honvéd seit 16 Jahren. Mit dem Gewinn der ungarischen Meisterschaft begann die zweite erfolgreiche Zeit der Budapester, die in sechs Meisterschaften in den 80er-Jahren ihren Höhepunkt fand. Tichys Zeit bei Honvéd war 1982 endgültig vorbei und er ging in Ruhestand.
Lajos Tichy starb am 6. Januar 1999 im Alter von 63 Jahren.

## Erfolge
- Ungarische Meisterschaft: 1954, 1955, 1980 (als Trainer)
- Ungarischer Pokal: 1964
- Europameisterschaftsdritter: 1964